# Annika Dahlman
Annika Elisabeth Dahlman (Skövde, 24 de enero de 1964) es una deportista sueca que compitió en esquí de fondo. Ganó una medalla de bronce en el Campeonato Mundial de Esquí Nórdico de 1987, en la prueba de relevo.

## Palmarés internacional
| Campeonato Mundial | Campeonato Mundial | Campeonato Mundial | Campeonato Mundial |
| Año                | Lugar              | Medalla            | Prueba             |
| ------------------ | ------------------ | ------------------ | ------------------ |
| 1987               | Oberstdorf (RFA)   | Medalla de bronce  | Relevo 4 × 5 km    |